# Obóz pracy na Flugplatzu w Lublinie
Obóz pracy na Flugplatzu w Lublinie – niemiecki nazistowski obóz pracy funkcjonujący od jesieni 1941 roku do listopada 1943 roku na terenie przedwojennych zakładów Lubelskiej Wytwórni Samolotów w Lublinie. Przez Niemców i niektórych więźniów nazywany „obozem na starym lotnisku” (niem. Lager am alten Flugplatz, Flughafenlager).
Pierwotne plany zakładały, że więźniowie i więźniarki będą pracować na rzecz ulokowanych w obozie zakładów odzieżowych Waffen-SS. Wiosną 1942 roku, po rozpoczęciu masowej eksterminacji Żydów w Generalnym Gubernatorstwie, w obozie na Flugplatzu zorganizowano centralny ośrodek gromadzenia i przetwarzania mienia, które odebrano ofiarom. Jednocześnie pełnił także funkcję punktu etapowego, w którym zatrzymywały się pociągi zmierzające do ośrodków zagłady w dystrykcie lubelskim. Na obozowej rampie przeprowadzano „selekcje”, a zdolnych do pracy Żydów wyłączano z transportów, po czym pozostawiano na Flugplatzu, kierowano do obozu koncentracyjnego KL Lublin na Majdanku lub wysyłano do innych obozów pracy.
Pod koniec 1942 roku, w związku ze zbliżającym się końcem akcji „Reinhard”, obóz przeszedł kolejną reorganizację. Miała ona na celu jego przystosowanie do prowadzenia działalności produkcyjnej na rzecz spółek należących do SS. Ponadto 22 października 1943 roku zarządzono przekształcenie obozu w filię Majdanka. Plany te pozostały jednak niezrealizowane, gdyż już jedenaście dni później niemal wszystkich więźniów wymordowano w ramach akcji „Dożynki”.

## Geneza
W okresie międzywojennym na lubelskich Bronowicach, przy zbiegu obecnych ulic Wrońskiej i Drogi Męczenników Majdanka, mieściły się zabudowania fabryczne należące do Zakładów Mechanicznych E. Plage i T. Laśkiewicz. Zakłady te jako pierwsze w odrodzonej Polsce podjęły produkcję samolotów. Przy fabryce zbudowano lotnisko, które przylegało do szosy chełmskiej. W 1936 roku zakłady Plagego i Laśkiewicza zostały upaństwowione i przyjęły nazwę Lubelska Wytwórnia Samolotów (LWS).
2 września 1939 roku, w drugim dniu kampanii wrześniowej, zakłady LWS zostały zbombardowane przez niemieckie lotnictwo. Niedługo później zapadła decyzja o ich ewakuacji. 18 września do Lublina wkroczyły wojska niemieckie. W opustoszałych zabudowaniach fabrycznych okupanci urządzili obóz jeniecki oraz składnicę zdobycznej broni. Polskich jeńców przetrzymywano tam prawdopodobnie do przełomu stycznia i lutego 1940 roku. W latach 1940–1942 teren zakładów był użytkowany przez Wehrmacht i SS. W różnych odstępach czasu mieściły się tam: kwatery i stajnie 2. pułku kawalerii SS, kwatery wojskowych jednostek zaplecza technicznego, magazyny odzieżowe Waffen-SS, magazyny Centralnego Zarządu Budowlanego SS i Policji. Spośród instytucji niezwiązanych bezpośrednio z prowadzoną w Generalnym Gubernatorstwie eksterminacją Żydów najdłużej, gdyż do maja 1944 roku, teren byłych zakładów użytkował Główny Magazyn Zaopatrzenia Wyższego Dowódcy SS i Policji Rosja-Południe (HSSPF Russland-Süd). Na jego potrzeby wybudowano baraki magazynowe i bocznicę kolejową.
Przymusową pracę Żydów wykorzystywano na terenie zakładów jeszcze zanim powstał tam regularny obóz pracy. Latem 1940 roku, na rozkaz dowódcy SS i policji na dystrykt lubelski SS-Brigadeführera Odilo Globocnika, w Lublinie i pozostałych miastach regionu przeprowadzono zakrojone na szeroką skalę łapanki. Część spośród ujętych wtedy Żydów osadzono w obozie pracy przy ul. Lipowej w Lublinie, a następnie zatrudniono przy rozbiórce hal LWS i budowie baraków na terenie przyfabrycznego lotniska. Z dokumentów lubelskiego Judenratu wynika, że od 22 lipca 1940 roku pracowało tam 571 robotników przymusowych.
W dniach 10–14 marca 1941 roku część lubelskich Żydów wysiedlono do mniejszych miejscowości dystryktu. Zabudowania pofabryczne wykorzystano wtedy w charakterze punktu zbornego dla wysiedleńców.

## Historia obozu pracy

### Nazewnictwo
Przez długi czas oficjalna nazwa obozu brzmiała Bekleidungswerke der Waffen-SS Dachau – Außenstelle Lublin (pol. „Zakłady odzieżowe Waffen-SS Dachau – filia w Lublinie”). W nieustalonym momencie, prawdopodobnie w 1943 roku, zmieniono ją na Altsachenverwertungsstelle der Standortverwaltung Lublin (pol. „Placówka Zużycia Starzyzny Administracji Garnizonu w Lublinie”).
Ze względu na fakt, iż obóz zorganizowano na terenie byłych zakładów LWS i przyfabrycznego lotniska, jego niemiecka załoga określała go mianem „obozu na starym lotnisku” (niem. Lager am alten Flugplatz lub Flughafenlager). Nazwę tę stosowali także niektórzy więźniowie, zwłaszcza ci, którzy nie pochodzili z Lublina. W nawiązaniu do zlokalizowanych w obozie zakładów odzieżowych określano go także mianem Bekleidungswerk lub Bekleidungslager.
Z kolei mieszkańcy Lublina nadal używali nazwy „fabryka Plage – Laśkiewicza”. Niekiedy obóz określali także mianem „małego Majdanka”.

### Początki działalności
Forsowane przez kierownictwo SS plany kolonizacji i eksploatacji podbitych ziem wschodnich przewidywały dla dystryktu lubelskiego funkcję zaplecza gospodarczego i bazy zaopatrzeniowej dla oddziałów SS i policji. 20 lipca 1941 roku Reichsführer-SS Heinrich Himmler złożył wizytę w Lublinie. W jej trakcie podjął decyzję o utworzeniu na „wschód od miasta” obozu pracy dla Żydów, w którym docelowo funkcjonowałyby warsztaty krawieckie, szewskie, garbarskie, ślusarskie i kołodziejskie. W notatce z wizyty znalazły się także enigmatyczne wytyczne w sprawie ulokowania w Lublinie magazynów i zakładów odzieżowych SS.
Prawdopodobnie nie później niż na przełomie października i listopada 1941 roku do Lublina przybył SS-Hauptsturmführer Friedrich Opitz z Zakładów Odzieżowych Waffen-SS w Dachau. Przystąpił niezwłocznie do organizowania filii macierzystego przedsiębiorstwa, przy czym nie jest do końca jasne, czy tworzył ją od podstaw, czy też na bazie funkcjonujących już w Lublinie zakładów odzieżowych SS. Nieco wcześniej w barakach wybudowanych na terenie LWS zakwaterowano strażników z formacji SS-Wachmannschaften. Ich oddziałem dowodził SS-Rottenführer Ernst Gollak.
Początkowo Opitz i jego współpracownicy uruchomili na „starym lotnisku” produkcję słomianych butów, wykorzystując w charakterze przymusowej siły roboczej polskie więźniarki polityczne z więzienia Gestapo na zamku w Lublinie. Pierwszą grupę Polek sprowadzono prawdopodobnie jesienią lub pod koniec 1941 roku. Druga grupa trafiła tam nieco później, być może pod koniec stycznia 1942 roku. Nie jest jednakże wykluczone, iż do obozu trafiła tylko jedna grupa polskich kobiet. Według jednej z więźniarek liczba Polek pracujących na „starym lotnisku” mogła sięgać trzystu. 
Zimą przełomu 1941 i 1942 roku na terenie zakładów zaczęto gromadzić i przetwarzać futra oraz odzież wełnianą, które masowo odbierano Żydom w ramach tzw. Pelzaktion. W związku z tym najpóźniej na początku 1942 roku na Flugplatzu osadzono grupę żydowskich kuśnierzy i krawców. Ich liczba prawdopodobnie nie przekraczała 200 osób, pochodzili z Lublina i okolicznych miejscowości. Żydowscy rzemieślnicy prawdopodobnie byli ściśle izolowani od przetrzymywanych na „starym lotnisku” kobiet.
Na przełomie stycznia i lutego 1942 roku Niemcy przystąpili także do organizowania obozu kobiecego. Do przebywających już na Flugplatzu Polek dołączyło wtedy kilkaset Żydówek sprowadzonych z obozu przy ul. Browarnej. Znajdowały się wśród nich zarówno osoby starsze, jak i dwunastoletnie dziewczynki. W marcu 1942 roku większość żydowskich więźniarek usunięto z obozu, wywożąc je prawdopodobnie do obozu zagłady w Bełżcu. Z dokumentacji Żydowskiej Samopomocy Społecznej wynika, że miesiąc później na Flugplatzu przebywało już tylko 110 Żydówek, przy czym nie jest jasne, czy były to ocalałe z pierwszej grupy więźniarek, czy też kobiety „wyselekcjonowane” z nowych transportów.

### Akcja „Reinhardt”

#### Nowe zadania

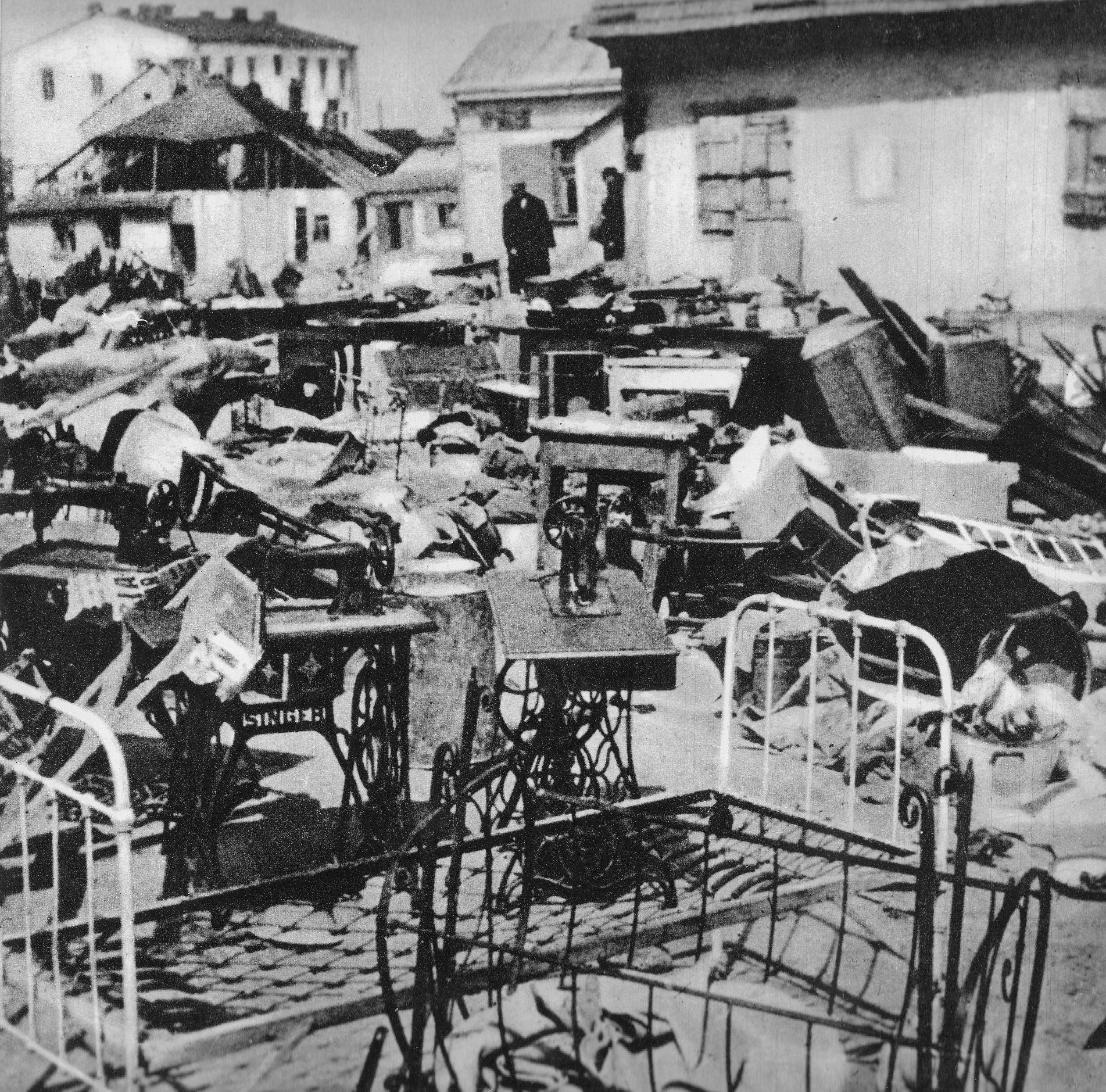
Sprzęty domowego użytku zagrabione zamordowanym Żydom. Lublin, rok 1942

W nocy z 16 na 17 marca 1942 roku, wraz z rozpoczęciem likwidacji getta w Lublinie i skierowaniem do obozu zagłady w Bełżcu pierwszych transportów z Lublina i Lwowa, Niemcy zainicjowali masową eksterminację Żydów w Generalnym Gubernatorstwie. Kierowanie akcją eksterminacyjną Heinrich Himmler powierzył Odilo Globocnikowi. Na cześć zabitego w czerwcu 1942 roku Reinharda Heydricha nadano jej później kryptonim „Reinhardt” (Einsatz Reinhardt).
Wkrótce na „starym lotnisku” osadzono kilkuset Żydów, których „wyselekcjonowano” z transportów z Niemiec, Protektoratu Czech i Moraw oraz Słowacji. Na teren obozu zaczęli również „nielegalnie” przenikać mieszkańcy lubelskiego getta, którzy liczyli, że w ten sposób unikną egzekucji lub wywózki do obozu zagłady. W rezultacie późną wiosną 1942 roku na Flugplatzu przebywało już około tysiąca więźniów.
Rozpoczęcie akcji „Reinhardt” spowodowało zarzucenie planów wykorzystania obozu dla celów produkcyjnych. Od tego momentu decydujący wpływ na jego funkcjonowanie miał Globocnik. Surowce i maszyny wywieziono do obozu koncentracyjnego Ravensbrück. Polskie więźniarki przeniesiono z powrotem na zamek w Lublinie, a później także wywieziono do Ravensbrück. W kwietniu 1942 roku wyjechał tam również Friedrich Opitz. Stanowisko komendanta Flugplatzu objął SS-Hauptsturmführer Josef Obermaier. Jego zastępcą został SS-Oberscharführer Heinrich Birmes. Obóz zachował jednak dotychczasową nazwę Bekleidungswerke der Waffen-SS. Zdaniem Czesława Rajcy chciano w ten sposób zakamuflować jego nową rolę.
W czasie akcji „Reinhardt” na terenie „starego lotniska” wstępne szkolenie przechodzili weterani akcji T4, których przeniesiono do okupowanej Polski, by wzięli udział w eksterminacji Żydów. Wojciech Lenarczyk nie wyklucza, że ich szkolenie obejmowało udział w gazowaniu więźniów w obozowej komorze dezynfekcyjnej.

#### Grabież mienia i selekcje na rampie
Flugplatz stał się centralnym ośrodkiem gromadzenia i przetwarzania dóbr zrabowanych ofiarom akcji „Reinhardt”. Odzież oraz inne mienie, które odebrano zamordowanym Żydom, wstępnie przeszukiwano i sortowano w obozach śmierci w Bełżcu, Sobiborze i Treblince, a następnie wywożono do Lublina i składowano na „starym lotnisku”. Zdarzało się, że od transportów zagranicznych, które w drodze do obozów zagłady zatrzymywały się na postój w Lublinie, odczepiano wagony z bagażami i opróżniano je w obozie pracy. W przypadku transportów kierowanych bezpośrednio do Lublina grabież również przeprowadzano niekiedy na „starym lotnisku”. Ponadto po ostatecznej likwidacji getta na Majdanie Tatarskim w Lublinie (listopad 1942) Niemcy zwieźli na Flugplatz przedmioty zebrane z opustoszałych domów.
Na „starym lotnisku” pożydowską odzież ponownie sortowano, dezynfekowano i w razie potrzeby naprawiano. Kolejny raz przeglądano ją także w poszukiwaniu ukrytych pieniędzy i kosztowności. Składowana była w pofabrycznych hangarach. Niemniej ilość zagrabionego mienia była tak duża, że ogromne hałdy ubrań i przedmiotów zalegały pod gołym niebem. Część zrabowanych przedmiotów – przede wszystkim te najbardziej wartościowe – trafiała do magazynów akcji „Reinhardt” przy ul. Chopina 27. Resztę wywożono bezpośrednio do Rzeszy. Gotówkę w markach niemieckich i złotych polskich oraz waluty obce w banknotach i złocie przekazywano do Banku Rzeszy w Berlinie, a biżuterię, klejnoty, złote zegarki i inne cenne przedmioty – do Głównego Urzędu Gospodarczego i Administracyjnego SS. Przedmioty wykonane z metali zwykłych oddawano wojsku, a materiały włókiennicze wysyłano do fabryk wskazanych przez Ministerstwo Gospodarki Rzeszy. Sprzęty domowe będące w dobrym stanie przekazywano z kolei osadnikom niemieckim w Generalnym Gubernatorstwie, a przedmioty gorszej jakości przekazywano miejscowej ludności lub niszczono. Włosy ścięte ofiarom trafiały do firmy Paula Reimanna w dolnośląskim Friedlandzie (ob. Mieroszów). Grabieży państwowej towarzyszyła grabież indywidualna. Niemieccy esesmani i wachmani z obozowej załogi chętnie korzystali bowiem z okazji, aby przywłaszczyć pożydowskie mienie.
Obóz na Flugplatzu bywa określany mianem „lubelskiego Umschlagplatzu”. Transporty z Protektoratu Czech i Moraw, Francji, Holandii, Niemiec i Słowacji, które zmierzały do obozów śmierci w dystrykcie lubelskim, zazwyczaj zatrzymywały się bowiem na krótki postój w Lublinie. Na rampie Flugplatzu przeprowadzano wtedy „selekcję”. Niewielką liczbę zdolnych do pracy osób, zazwyczaj mężczyzn, wyłączano z transportów, a następnie pozostawiano jako więźniów na Flugplatzu, zabierano do pobliskiego obozu koncentracyjnego na Majdanku lub wywożono do różnych obozów pracy na Lubelszczyźnie. W przypadku transportów holenderskich część więźniów trafiła na „stare lotnisko” dopiero po „selekcji” przeprowadzonej w Sobiborze. W kwietniu i maju 1943 roku na Flugplatzu „selekcjonowano” Żydów przywiezionych z ogarniętego powstaniem getta warszawskiego; część na stałe zatrzymano wtedy w obozie. Z kolei w sierpniu 1943 roku, po ostatecznej likwidacji getta w Białymstoku, na Flugplatz przywieziono 16,8 tys. Żydów, z czego ponad tysiąc pozostawiono w obozie, 4 tys. skierowano do obozu pracy w Bliżynie w dystrykcie radomskim, pewną liczbę wysłano do obozów pracy pod Lublinem, a około 10 tys. skierowano na Majdanek.

#### Zmiany organizacyjne
Zdecydowawszy o wykorzystaniu obozu na potrzeby akcji „Reinhardt”, Niemcy przystąpili do jego przebudowy. W pracach budowlanych uczestniczyli zarówno polscy robotnicy najemni, jak i żydowscy więźniowie. W nieustalonym momencie znaczną liczbę „starych” więźniów przeniesiono jednak na Majdanek. Na Flugplatzu pozostało prawdopodobnie około 50–100 mężczyzn, co było liczbą bardzo niewielką, gdy wziąć uwagę ogrom wyznaczonych zadań. W rezultacie latem 1942 roku do pracy na „starym lotnisku” zaczęto doprowadzać więźniów Majdanka. Pod koniec sierpnia około 1200-osobowe komando skoszarowano na stałe w obozie pracy. Jego członkowie pracowali zarówno przy przenoszeniu i sortowaniu zrabowanego mienia, jak i byli wykorzystywani do różnego rodzaju prac budowlanych. 
Latem 1942 roku – na wniosek Globocnika, który potrzebował dodatkowej siły roboczej przy sortowaniu zrabowanego mienia – zapadła decyzja o zorganizowaniu w Lublinie dużego obozu pracy dla kobiet. Początkowo planowano, że powstanie on w obrębie obozu na Majdanku, jednak jego ówczesny komendant, Max Koegel, zdołał przeforsować pomysł zorganizowania obozu kobiecego na „starym lotnisku”. W zamyśle Koegla owo rozwiązanie miało doprowadzić do przekształcenia Flugplatzu w podobóz KL Lublin. Do końca 1942 roku etapami sprowadzono z Majdanka około 2,9 tys. więźniarek, a wraz z nimi grupę nadzorczyń SS. Z kolei męskie komando po zakończeniu najważniejszych prac budowlanych wycofano z powrotem do obozu koncentracyjnego, pozostawiając na Flugplatzu jedynie około 150–200 więźniów. Wśród więźniarek zdecydowanie przeważały Żydówki, niemniej znajdowało się wśród nich także około 150 Polek oraz kilkanaście Niemek, które uwięziono za pozostawanie w związkach małżeńskich z Żydami. Więźniarki pochodzenia żydowskiego przetrzymywano w osobnych barakach.
W połowie 1942 roku na terenie Flugplatzu uruchomiono wytwórnię papy należącą do kontrolowanej przez SS spółki Deutsche Ausrüstungswerke (DAW).
Według Czesława Rajcy w okresie od jesieni 1942 roku do wiosny 1943 roku obóz pracy na Flugplatzu spełniał kryteria pozwalające uznać go za podobóz KL Lublin. Wojciech Lenarczyk wskazuje natomiast, że przekształcenie obozu w filię Majdanka ostatecznie nie nastąpiło.

### Reorganizacja i nowe zadania
W październiku 1942 roku Heinrich Himmler podjął decyzję o przeniesieniu do dystryktu lubelskiego wszystkich Żydów z getta warszawskiego, którzy jak dotąd nie zostali deportowani do obozu zagłady w Treblince. Miały tam również trafić zakłady przemysłowe wykorzystujące ich niewolniczą pracę – wraz z maszynami i surowcami. W dalszej kolejności planowano sprowadzić robotników i zakłady z gett w Białymstoku i Łodzi. W ten sposób w dystrykcie lubelskim powstałoby „imperium gospodarcze SS”, funkcjonujące w oparciu o przedsiębiorstwa zbrojeniowe skoncentrowane w obozie na Majdanku i w miejscowych obozach pracy. W związku z tymi planami w marcu 1943 roku Odilo Globocnik w porozumieniu z Głównym Urzędem Gospodarczo-Administracyjnym SS (SS-WVHA) utworzył firmę Ostindustrie GmbH (Osti). Docelowo miała ona przejąć wszystkie przedsiębiorstwa przemysłu zbrojeniowego wykorzystujące niewolniczą pracę Żydów. 
Decyzja o budowie „imperium gospodarczego SS” na Lubelszczyźnie pozwoliła Globocnikowi storpedować pomysł przekształcenia Flugplatzu w filię Majdanka. Niezbędna okazała się jednocześnie reorganizacja obozu. Zadanie jej przeprowadzenia Globocnik zlecił Christianowi Wirthowi, inspektorowi ośrodków zagłady akcji „Reinhardt”. Prawdopodobnie od grudnia 1942 roku Wirth był już główną osobą decyzyjną na „starym lotnisku”, a w marcu 1943 roku formalnie zastąpił Josefa Obermaiera na stanowisku komendanta. W pierwszym rzędzie musiał uporać się z rozdysponowaniem ogromnych ilości pożydowskiego mienia, które wciąż zalegały na terenie Flugplatzu, a następnie uruchomić produkcję na rzecz Osti i DAW. Do lata 1943 roku Wirth zdołał uporać się z pierwszym zadaniem. Jednocześnie zainicjował szeroko zakrojone prace budowlane, doprowadzając do wzniesienia nowych baraków i warsztatów oraz obozowego szpitala. Ograniczył także indywidualną grabież pożydowskiego mienia.
Gdy Wirth obejmował komendę nad Flugplatzem, praktycznie nie przebywali tam na stałe więźniowie mężczyźni. W razie potrzeby do lżejszych prac sprowadzano więźniów z obozu pracy przy ul. Lipowej, a do cięższych – więźniów z Majdanka. W związku z nowymi zadaniami i koniecznością zwiększenia zasobów siły roboczej, Wirth podjął decyzję o zorganizowaniu na „starym lotnisku” obozu męskiego. Jego budowę zakończono prawdopodobnie latem 1943 roku. W obozie męskim osadzano Żydów „wyselekcjonowanych” z transportów zagranicznych (holenderskich i być może także francuskich), a także polskich Żydów przywiezionych z gett w Warszawie i Białymstoku. Od obozu kobiecego odgradzało go wysokie ogrodzenie z desek, z wejściami na przeciwległych krańcach.
Korzystając ze wsparcia Globocnika, Wirth zasadniczo doprowadził do separacji osobowej i instytucjonalnej z Majdankiem. Z jego inspiracji przeniesiono do KL Lublin kancelarię obozu kobiecego, a w ślad za nią wszystkie nadzorczynie SS. Odebrał esesmanom z personelu Majdanka prawo do „selekcjonowania” więźniów, a na ich miejsce sprowadził swoich podkomendnych z obozów zagłady w Bełżcu, Sobiborze i Treblince. Nie było już także regułą, że wszystkich nowych więźniów rejestrowano w kartotekach KL Lublin. Wirth doprowadził ponadto do powrotu na Majdanek więźniarek narodowości niemieckiej i polskiej. Jednocześnie, prawdopodobnie w czerwcu 1943 roku, na Flugplatz przeniesiono większość żydowskich więźniarek Majdanka. W efekcie „stare lotnisko” odzyskało status obozu pracy wyłącznie dla Żydów. Jego oficjalną nazwę zmieniono na Altsachenverwertungsstelle der Standortverwaltung Lublin. O zmianie statusu obozu świadczył także fakt, iż więźniowie i więźniarki zaprzestali noszenia pasiaków, zastępując je pożydowską odzieżą cywilną. Jak zauważa Wojciech Lenarczyk, Wirth nie zdołał jednak doprowadzić do pełnej separacji z Majdankiem, gdyż zewnętrzną ochronę Flugplatzu do samego końca zapewniali strażnicy z personelu obozu koncentracyjnego. Niemniej w czerwcu 1943 roku Wirth uzyskał nad nimi władzę zwierzchnią.
W połowie 1943 roku na terenie obozu zlokalizowano wytwórnię szczotek i koszyków oraz zakłady metalowe. Formalnie wchodziły one w skład spółki Osti. Zdołano wyprodukować 114 tys. koszy na amunicję, 370 tys. szczotek i 31 ton szczeciny. Minimalna okazała się natomiast produkcja w warsztatach metalowych, gdyż uruchomiono je dopiero 10 października 1943 roku, tj. na 23 dni przed likwidacją obozu.
W związku ze zbliżającym się zakończeniem akcji „Reinhardt” i planowanym przeniesieniem Globocnika na wybrzeże Adriatyku, status obozu po raz kolejny uległ zmianie. Latem 1943 roku na Flugplatzu ponownie zaczęto zatrudniać więźniarki z Majdanka. 20 września tegoż roku Globocnik i Wirth zostali przeniesieni do Triestu. Tego ostatniego na stanowisku komendanta Flugplatzu zastąpił Gottfried Schwarz. Wreszcie na mocy dyrektywy SS-Obergruppenführera Oswalda Pohla z 22 października obóz na „starym lotnisku” wraz z siedmioma innymi obozami pracy w dystrykcie lubelskim miał zostać przejęty przez SS-WVHA. Jedenaście dni później wszyscy więźniowie zostali jednak wymordowani w ramach akcji „Dożynki”, na skutek czego plany przekształcenia Flugplatzu w podobóz Majdanka pozostały niezrealizowane.

## Personel
Skład obozowej załogi kilkukrotnie ulegał zmianom. Niemniej przez większość czasu jej struktura pozostawała w zasadzie niezmieniona i przedstawiała się następująco:
- kilku niemieckich esesmanów pełniło służbę wewnątrz obozu. W latach 1942–1943 ich liczba wzrosła do kilkunastu,
- oddział strażników z formacji SS-Wachmannschaften pełnił służbę wartowniczą wewnątrz obozu,
- strażnicy z załogi obozu koncentracyjnego na Majdanku zapewniali ochronę zewnętrznych granic Flugplatzu, m.in. pełniąc służbę wartowniczą na wieżach strażniczych.

Funkcję komendanta obozu na Flugplatzu pełnili kolejno:
- SS-Hauptsturmführer Friedrich Opitz – do Lublina przybył prawdopodobnie na przełomie października i listopada 1941 roku z zadaniem zorganizowania zakładów odzieżowych na terenie „starego lotniska”[11]. W związku z rozpoczęciem akcji „Reinhardt” i zmianą profilu obozu został w kwietniu 1942 roku przeniesiony do FKL Ravensbrück[17],
- SS-Hauptsturmführer Josef Obermaier – funkcję komendanta Flugplatzu objął wiosną 1942 roku. Nie przejawiał większego zainteresowania sprawami obozu[59]. Nie znajdował także upodobania w znęcaniu się na więźniami, co jednak nie zwalnia go ze współodpowiedzialności za zbrodnie popełniane w obozie[60],
- SS-Sturmbannführer Christian Wirth – pierwszy komendant obozu zagłady w Bełżcu, a następnie inspektor wszystkich obozów śmierci akcji „Reinhardt”. Komendantem obozu na Flugplatzu był formalnie od marca 1943 roku, a w praktyce już od grudnia 1942 roku. Gruntownie zreorganizował obóz[61]. Zaprowadził rządy terroru[55], lecz po pewnym czasie nieco poprawił warunki bytowe więźniów[62]. 20 września 1943 roku został przeniesiony na wybrzeże Adriatyku[63],
- SS-Untersturmführer Gottfried Schwarz – zastępca komendanta obozu zagłady w Bełżcu, a po jego likwidacji komendant obozu pracy w Dorohuczy. Po wyjeździe Wirtha do Triestu zastąpił go na stanowisku komendanta Flugplatzu i piastował je do momentu likwidacji obozu w listopadzie 1943 roku[10].

Do lutego 1943 roku zastępcą komendanta był SS-Oberscharführer Heinrich Birmes. Ze względu na fakt, iż komendant Obermaier był niezbyt zainteresowany sprawami obozu, to on de facto sprawował w nim realną władzę. Znany był zarówno z okrucieństwa wobec więźniów, jak i skłonności do korupcji.
Jedną z osób, które miały największy wpływ na obozową codzienność był SS-Rottenführer Ernst Gollak. Przybył na Flugplatz jesienią 1941 roku i pozostał do końca jego istnienia. Znany był z wyjątkowego okrucieństwa. Obsługiwał komorę dezynfekcyjną, w której czasami gazowano niezdolnych do pracy więźniów. Niedługo po likwidacji obozu został aresztowany pod zarzutem kradzieży i osadzony w więzieniu na zamku w Lublinie.
Spośród innych członków niemieckiej załogi, którzy wyróżniali się okrucieństwem wobec więźniów wymienić można Benno Winklera, Georga Dornbergera i Hansa-Dietricha Bamberga. Ludzki stosunek do więźniów prezentował natomiast Alois Morawitz.
W pierwszych miesiącach 1943 roku do załogi Flugplatzu dołączyła pewna liczba esesmanów, którzy służyli dotąd pod komendą Wirtha w obozach zagłady akcji „Reinhardt”. W grupie tej znajdowali się m.in. funkcjonariusze, których przeniesiono z powodów dyscyplinarnych, m.in. Kurt Bolender z Sobiboru i Otto Stadie z Treblinki.

## Warunki bytowe i traktowanie więźniów
Od pierwszych dni istnienia obozu panowały w nim ciężkie warunki bytowe i sanitarne, a załoga traktowała więźniów, zwłaszcza Żydów, z ogromnym okrucieństwem. Pierwsze więźniarki, które osadzono w obozie na przełomie 1941 i 1942 roku, zostały zakwaterowane w praktycznie nieogrzewanych barakach. Wydzielano im głodowe racje żywnościowe i zmuszano do wielogodzinnej pracy w ciężkich warunkach. W obozie rychło wybuchła epidemia tyfusu i dyzenterii. O ile jednak polskie więźniarki w miarę możliwości wysyłano do izby chorych na zamku w Lublinie, o tyle chorym Żydówkom w zasadzie nie udzielano żadnej pomocy. Często strażnicy brutalnie zmuszali je do pracy, nie bacząc na ich stan zdrowia. Na skutek takiego traktowania żydowskie więźniarki szybko znalazły się w stanie wycieńczenia. W marcu 1942 roku większość z nich przemocą wyciągnięto z baraków i prawdopodobnie wywieziono do obozu zagłady w Bełżcu.
W kolejnych miesiącach sytuacja więźniów nie uległa poprawie. Mężczyzn sprowadzonych z KL Lublin zmuszano, by w morderczym tempie pracowali przy rozładunku wagonów i rozbudowie obozu. Odmawiano im nawet prawa do korzystania z latryny w godzinach pracy. Esesmani i kapo nieustannie znęcali się nad więźniami. Osobom obwinionym o rozmaite wykroczenia przeciwko obozowemu regulaminowi niekiedy wymierzano także „formalną” karę chłosty. Okrucieństwem wyróżniał się zwłaszcza Heinrich Birmes. Swoje ofiary brutalnie bił lub podtapiał, nierzadko powodując ich śmierć. Do podobnego postępowania zachęcał swoich podwładnych, grożąc im nawet karami za zbyt łagodne traktowanie więźniów. Wielkim okrucieństwem wykazywał się również Ernst Gollak. Jedna z ocalałych więźniarek wspominała, że nieustannie krążył po obozie, bijąc więźniów lub strzelając do nich. Osoby niezdolne do pracy osobiście rozstrzeliwał w podmiejskim lesie. Brutalność charakteryzowała także postępowanie strażników z formacji SS-Wachmannschaften. Zdarzyło się, że jeden z nich urządził „rajd” po barakach mieszkalnych, strzelając na oślep do śpiących więźniów. W tych okolicznościach śmiertelność wśród więźniów była bardzo wysoka. Według jednego ze świadków co ranka w wyznaczonym ku temu miejscu składano zwłoki 30–40 zmarłych lub zabitych Żydów. Liczebność komanda z Majdanka zmalała z 1200 do około 800 mężczyzn, przez co z obozu koncentracyjnego musiano wkrótce sprowadzić kolejnych 700 więźniów.
Więźniarki z utworzonego w drugiej połowie 1942 roku obozu kobiecego także pracowały i mieszkały w fatalnych warunkach sanitarnych. Panował głód, gdyż na dzienną rację żywnościową składał się jedynie kawałek chleba i litr zupy z nieobieranych ziemniaków. Kobiety nieustannie doświadczały przemocy fizycznej. Zmuszano je także do udziału w wielogodzinnych apelach. Na początku 1943 roku przez obóz kobiecy przeszła epidemia tyfusu. Więźniarki, podobnie jak wcześniej mężczyzn, nieustannie selekcjonowano pod kątem zdolności do pracy. Osoby chore i wyczerpane zabierano na Majdanek i tam mordowano w komorach gazowych. W lutym 1943 roku około 200 żydowskich więźniarek wywieziono do ośrodka zagłady w Sobiborze i tam zagazowano w ramach specjalnego „pokazu” dla wizytującego obóz Heinricha Himmlera. Za „przedsionek komory gazowej” uważany był obozowy szpital, gdyż nie służył leczeniu, lecz wyłącznie wyławianiu osób niezdolnych do pracy. Mimo wszystko o wiele surowsza dyscyplina panowała jednak w utworzonym w 1943 roku obozie męskim. W przeciwieństwie do obozu kobiecego nagminne były tam przypadki zabijania więźniów na miejscu. Trudne warunki bytowe i brutalne traktowanie szczególnie źle znosili Żydzi „wyselekcjonowani” z transportów zagranicznych.
Relacje świadków wskazują w zasadzie jednoznacznie, że barak na Flugplatzu, w którym dezynfekowano odzież, służył również jako prowizoryczna komora gazowa. Przy użyciu cyklonu B mordowano tam więźniów i więźniarki niezdolnych do pracy, a być może także dysponujących wiedzą na temat korupcji rozpowszechnionej wśród obozowego personelu. Liczba zgładzonych w ten sposób ofiar pozostaje nieznana. Prawdopodobnie za gazowanie więźniów odpowiadał Ernst Gollak, który był kierownikiem komory dezynfekcyjnej. Możliwe, iż wspomagał go Lorenz Hackenholt, uprzednio kierownik komór gazowych w obozie zagłady w Bełżcu, którego Wirth sprowadził do Lublina wiosną 1943 roku. 
Więźniowie i więźniarki pracowali od godziny 8:00 do 18:00 z przerwą obiadową w południe. Polki z obozu kobiecego pracowały głównie przy wyplataniu słomianego obuwia i mat. Żydówki rozładowywały, sortowały i przeszukiwały mienie ofiar akcji „Reinhardt”. Pracowały także przy budowie obozowych dróg i baraków. W późniejszym okresie więźniarki zaczęto także zatrudniać w warsztatach należących do spółki Osti.
Stosunkowo najlepszy był los więźniów funkcyjnych: kapo i blokowych. Nie musieli wykonywać ciężkich prac fizycznych, mieli także łatwiejszy dostęp do odzieży i żywności. Niektórzy wykorzystywali swą pozycję, by pomagać współwięźniom, inni nadużywali władzy. Funkcję starszego obozu męskiego (niem. Lagerälteste) pełnili kolejno Żydzi o nazwiskach: Rubens, Strauss i Lewin. Starszą obozu kobiecego była natomiast niemiecka Żydówka Friedel Alexander.
Więźniowie i więźniarki starali się niekiedy poprawić swój los, kradnąc pożydowskie pieniądze lub kosztowności, a następnie wykorzystując je do przekupywania strażników lub nabywania żywności od więźniów z innych lubelskich obozów bądź od polskich robotników najemnych. Wiązało się to jednak z dużym ryzykiem, gdyż osoby przyłapane na takim procederze karano śmiercią. Zdarzały się także przypadki ucieczek z obozu, na ich temat zachowały się jednak nieliczne informacje. Jednym z uciekinierów był Wiesław Dobrowolski (Izaak Dreiman) – autor obszernej relacji na temat obozu na Flugplatzu. Schwytanych uciekinierów karano śmiercią. Pewnego razu chcąc zatuszować ucieczkę jednego z więźniów, strażnicy sprowadzili do obozu przypadkowo schwytanego Polaka, przebrali go w więźniarskie ubranie, a następnie roztrzaskali mu głowę kamieniem i zmasakrowali nie do poznania – tak aby „zgadzał się” stan liczebny więźniów.
Christian Wirth, który pod koniec 1942 roku przejął kontrolę nad obozem, zmusił więźniów i więźniarki, by ogromnym wysiłkiem uprzątnęli hałdy pożydowskiej odzieży zalegające w hangarach i pod gołym niebem. Ze względu na swą surowość i okrucieństwo szybko stał się także postrachem Żydów. Niemniej latem 1943 roku, po zakończeniu prac sortowniczych, nieco poprawiły się warunki panujące w obozie. W zbudowanym na polecenie Wirtha nowym szpitalu więźniom zaczęto wreszcie udzielać realnej pomocy medycznej. Zmniejszono częstotliwość selekcji i złagodzono dyscyplinę, m.in. zezwalając więźniarkom na odwiedzanie obozu męskiego. Otworzono także kantynę, w której więźniowie i więźniarki mogli nabywać dodatkową żywność. Wirth łagodząc traktowanie więźniów kierował się zapewne pragmatyczną kalkulacją, zdając sobie sprawę, że uruchomienie szeroko zakrojonej działalności produkcyjnej wymaga odpowiednich zasobów siły roboczej, których uzupełnianie będzie utrudnione wobec zbliżającego się końca akcji „Reinhardt” i co za tym idzie – zmniejszenia liczby transportów.

## Aktion Erntefest – likwidacja obozu

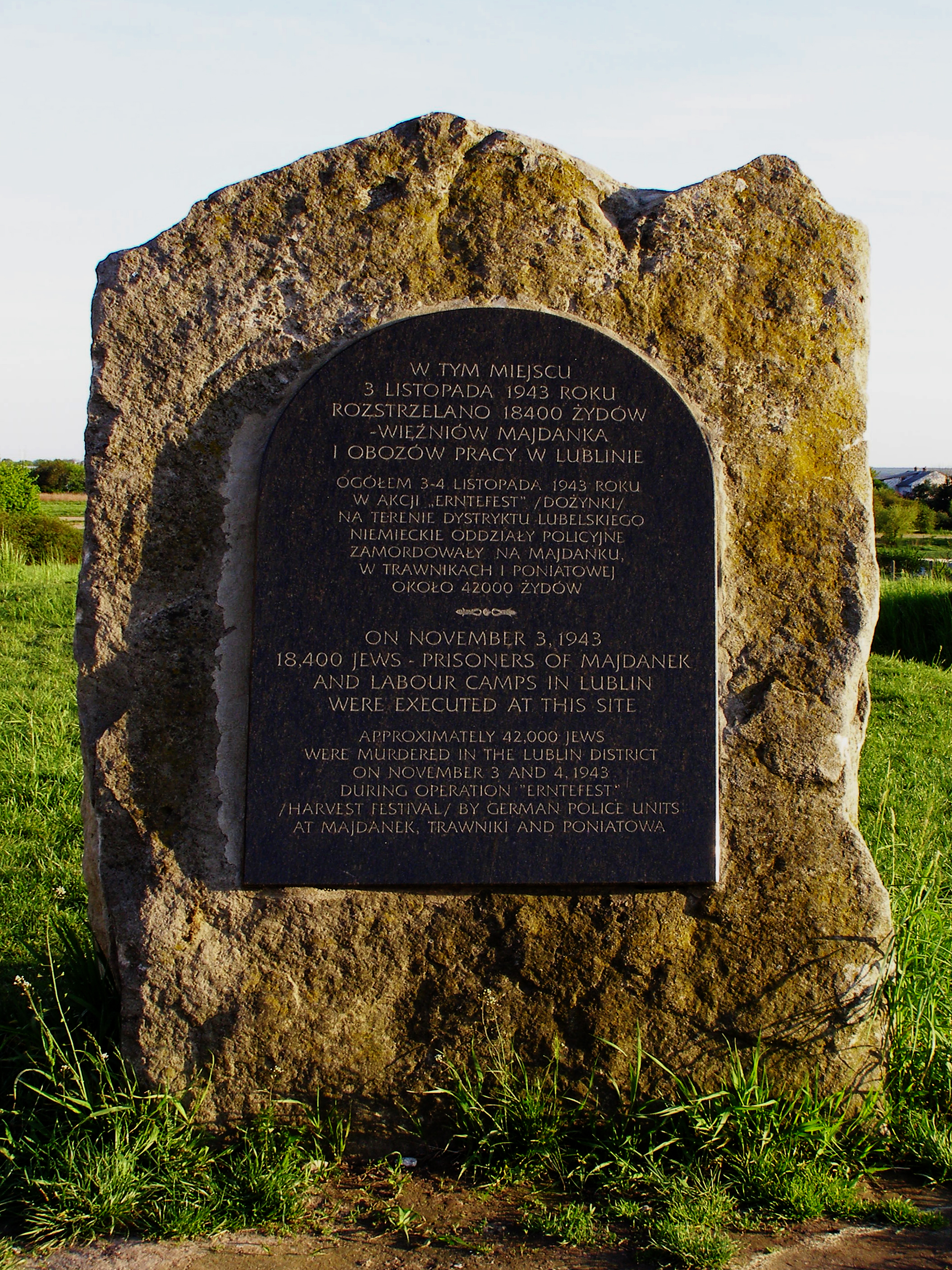
Tablica na terenie byłego obozu koncentracyjnego na Majdanku, upamiętniająca Żydów zamordowanych w czasie Aktion Erntefest

Pod koniec października 1943 roku, na wieść o udanym buncie więźniów obozu zagłady w Sobiborze, Heinrich Himmler wydał rozkaz natychmiastowego wymordowania wszystkich Żydów, których przetrzymywano w obozach na terenie dystryktu lubelskiego. Akcja eksterminacyjna, którą przeprowadzono 3–4 listopada, została oznaczona kryptonimem Erntefest (pol. „Dożynki”). Jej ofiarą padło około 42 tys. osób.
W tym czasie na Flugplatzu przetrzymywano prawdopodobnie około 6 tys. osób. 3 listopada 1943 roku obóz został otoczony kordonem SS i policji. Żydów wyprowadzano w kilkusetosobowych kolumnach i pod silną eskortą prowadzono na V pole obozu na Majdanku, gdzie już wcześniej więźniowie wykopali długie rowy, mające rzekomo służyć jako schrony przeciwlotnicze. Jako pierwszych zabrano mężczyzn, w dwóch ostatnich kolumnach wyprowadzono kobiety. Usiłujących uciekać zabijano na miejscu. Na Majdanku ofiary zmuszano by rozebrały się do naga i oddały wszystkie posiadane przedmioty. Następnie prowadzono je do rowów, zmuszano by położyły się na jego dnie – później na zwłokach zabitych wcześniej osób – po czym mordowano strzałem w tył głowy lub rozstrzeliwano ogniem broni maszynowej. Obok więźniów Flugplatzu mordowano żydowskich więźniów Majdanka i obozu przy ul. Lipowej, a także Żydów doprowadzonych z innych „komand zewnętrznych” pracujących w Lublinie. Odgłosy egzekucji zagłuszano muzyką płynącą z głośników zainstalowanych na samochodach.
Na V polu Majdanka zamordowano tego dnia około 18 tys. osób, w tym wszystkich więźniów i większość więźniarek Flugplatzu. Wśród rozstrzelanych znalazła się Lagerälteste Friedel Alexander oraz Żydzi z paszportami zagranicznymi, wśród nich grupa artystów z Warszawy, których jako „uprzywilejowanych” przetrzymywano dotąd w osobnym baraku. Niemcy oszczędzili tylko 300 więźniarek, które zamknęli w jednym z baraków, a następnie zmusili do pracy przy porządkowaniu odzieży pozostałej po ofiarach Erntefest.

## Epilog
300 ocalałych więźniarek Flugplatzu przebywało na Majdanku do chwili rozpoczęcia ewakuacji obozu. 13 kwietnia 1944 roku wszystkie zabrano na dworzec kolejowy w Lublinie i załadowano do pociągu. W trakcie podróży kilkanaście kobiet zdołało uciec z wagonów, jednakże w ostatecznym rozrachunku tylko trzy zdołały przeżyć wojnę. Pozostałe przywieziono do obozu Auschwitz-Birkenau, gdzie zostały zarejestrowane w obozowej ewidencji. 18 kwietnia wszystkie Żydówki z Majdanka zabrano jednak do krematorium, rozstrzelano i spalono. W ten sposób Niemcy zlikwidowali większość naocznych świadków „Dożynek”.
Aktion Erntefest pozbawiła spółkę Osti w zasadzie całej siły roboczej. Tym samym nie zrealizowano planów uruchomienia działalności produkcyjnej na „starym lotnisku”. W kolejnych miesiącach więźniowie sprowadzeni z Majdanka porządkowali „stare lotnisko”. W pewnym momencie Niemcy rozlokowali tam także polskich uchodźców, którzy zbiegli z Wołynia w obawie przed rzeziami dokonywanymi przez ukraińskich nacjonalistów. Ludzi tych również zatrudniano do prac porządkowych. Na początku 1944 roku obiekty poobozowe zaczął wykorzystywać Park Samochodowy SS dla Terenów Wschodnich (SS-Kraftpark Ost). W ostatnich miesiącach okupacji Niemcy składowali tam maszyny i surowce przygotowywane do ewakuacji w głąb Rzeszy, w tym mienie odebrane ofiarom akcji „Reinhardt”, które przechowywano dotąd w magazynach przy ul. Chopina 27. Niemcy nie zdołali dokończyć ewakuacji, stąd po zajęciu Lublina przez Armię Czerwoną w barakach na Flugplatzu odnaleziono m.in. 300 tys. par butów.
Teren byłych zakładów Plagego i Laśkiewicza przez długi czas pozostawał zaniedbany i nieupamiętniony. Dopiero 8 listopada 2017 roku na ścianie budynku przy ul. Wrońskiej 2 odsłonięto dwie tablice upamiętniające historię tego miejsca. Na jednej z nich widnieje napis:

Flugplatz – obóz pracy na dawnym lotnisku.
Podczas okupacji niemieckiej na terenie pofabrycznego lotniska istniał obóz pracy dla Żydów oraz, początkowo, niewielkich grup Polaków. W latach 1942–1943, w ramach realizowanego przez III Rzeszę planu eksterminacji Żydów („Aktion Reinhardt”), miejsce to było główną sortownią mienia pomordowanych w nazistowskich obozach zagłady w Bełżcu, Sobiborze i Treblince. 3 listopada 1943 r. żydowskich więźniów Flugplatzu rozstrzelano w obozie koncentracyjnym na Majdanku.

Upamiętnienie zrealizował Ośrodek „Brama Grodzka – Teatr NN” we współpracy z Państwowym Muzeum na Majdanku, na wniosek przedsiębiorstw mających swoją siedzibę na terenie byłych zakładów Plagego i Laśkiewicza.

## Odpowiedzialność sprawców
Większość członków załogi Flugplatzu nie poniosła odpowiedzialności za zbrodnie popełnione w trakcie służby w obozie. Spośród czterech komendantów trzej nie dożyli końca wojny. Josef Obermaier poległ na froncie, Christian Wirth został zabity przez jugosłowiańskich partyzantów w maju 1944 roku, a Gottfried Schwarz został zabity przez włoskich partyzantów w czerwcu 1944 roku.
Friedrich Opitz został osądzony i skazany na śmierć w drugim procesie załogi Ravensbrück. Wyrok wykonano 26 lutego 1948 roku.
W grudniu 1973 roku zachodnioniemiecka prokuratura wniosła akt oskarżenia przeciwko trzem byłym esesmanom z załogi obozu na Flugplatzu: Heinrichowi Birmesowi, Ernstowi Gollakowi i Benno Winklerowi. Ich proces toczył się w Hamburgu. Wyrokiem z 21 kwietnia 1976 roku Gollak został skazany na karę dożywotniego pozbawienia wolności. Birmesa uniewinniono ze względu na „brak dowodów winy”.